# James O’Brien (Journalist)

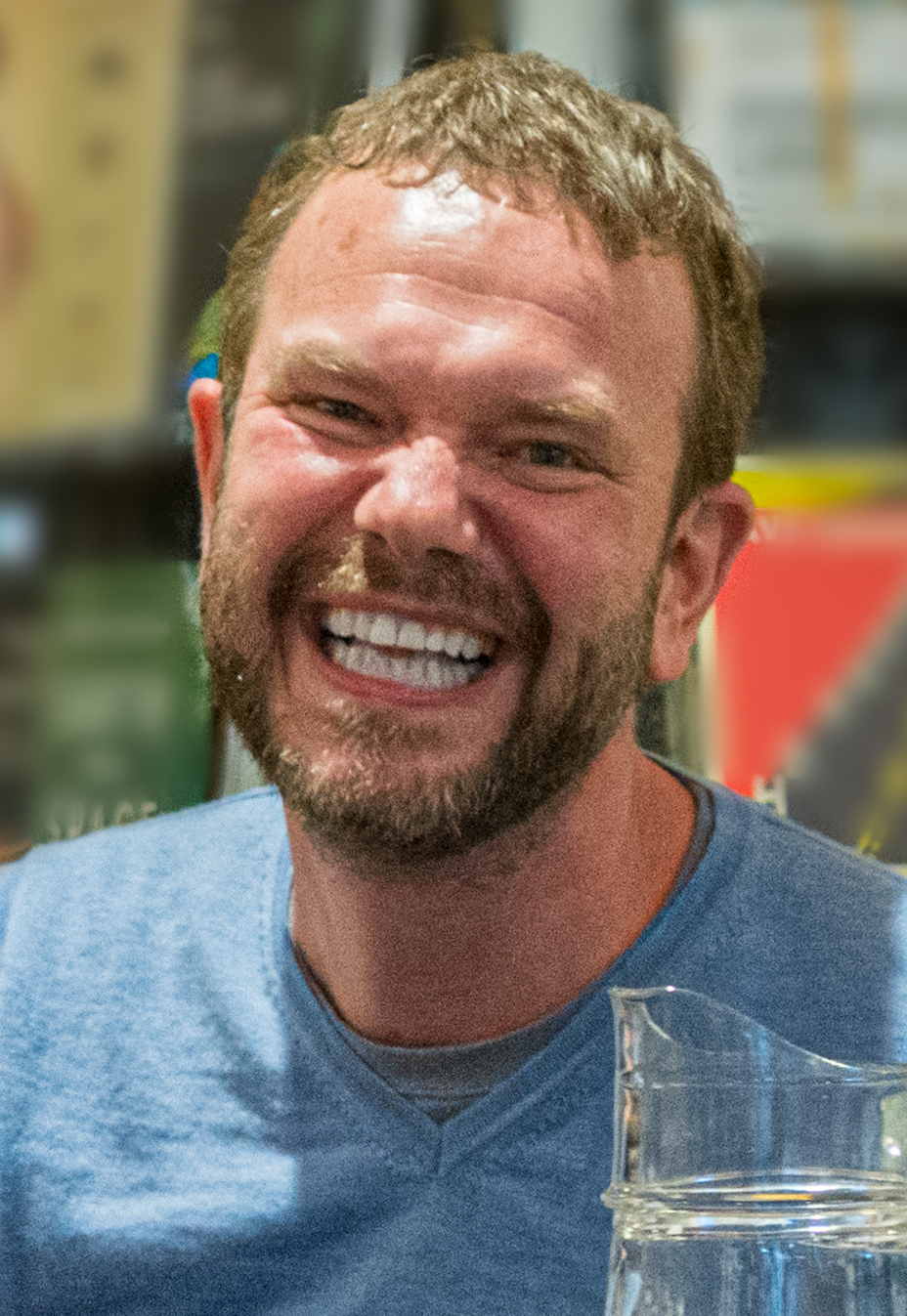
James O’Brien, 2019

James Edward O’Brien (* 13. Januar 1972) ist ein britischer Journalist, der als Radiomoderator, Podcast-Betreiber und Autor tätig ist. Neben einer vormaligen Tätigkeit bei Zeitungen und Auftritten im Fernsehen moderiert O’Brien seit 2004 zwischen 10 und 13 Uhr einen Sendeabschnitt des britischen Talk-Radiosenders LBC.

## Leben, Ausbildung und beruflicher Werdegang
O’Brien wurde als Kleinkind von Jim O’Brien, einem Journalisten des Daily Telegraph, und dessen Frau adoptiert. Er durchlief eine katholische Schule und studierte an der London School of Economics. Er ist verheiratet und hat zwei Töchter.
Im Rahmen seiner journalistischen Arbeit schrieb James O’Brien für mehrere britische Boulevardzeitungen, u. a. für den Daily Express und die Daily Mail. 2015 veröffentlichte der Journalist sein erstes Buch, Loathe Thy Neighbour, auf das 2018 sein zweites, How To Be Right...in a World gone Wrong, folgte. Letzteres erreichte eine gute Platzierung auf der Bestsellerliste der Sunday Times. Im Jahr 2020 publizierte er ein drittes Buch.

### Radio und Fernsehen
In den frühen 2000er Jahren trat James O’Brien in einigen, zumindest teilweise politisch ausgerichteten Talkshows des britischen Fernsehens auf.
Ab 2002 arbeitete er in wechselnder Funktion bei LBC, seit 2004 als vollwertiger Moderator mit wiederkehrender Sendezeit. In seiner Sendung, die auch auf Anrufen und Zuschriften seiner Zuhörer aufbaut, beschäftigt sich O’Brien mit wichtigen gesellschaftlichen und politischen Fragen, aber auch mit trivialeren Sachverhalten. Der Sender gewährt ihm in der Gestaltung seiner Sendezeit und der Artikulation seiner eigenen Meinung große Freiheit.
Von 2014 bis 2018 präsentierte James O’Brien gelegentlich BBC Newsnight und wurde aufgrund seiner Öffentlichkeitswirksamkeit sogar als Kandidat für eine permanente Position als Moderator dieser Sendung gehandelt; 2018 musste er seine Stellung nach Kritik an seiner Parteilichkeit in Sachen Trump und Brexit aber verlassen, sieht die BBC aber immer noch positiv. 2015 lief auf ITV kurzzeitig eine von O’Brien moderierte Show seines Namens.

### Podcasts
Seit 2017 ist James O’Brien Host eigener Podcasts: Von Oktober 2017 bis November 2018 unter dem Namen Unfiltered with James O’Brien, ab März 2019 als Full Disclosure with James O’Brien.

## Politische Ansichten
Die Kundgabe seiner persönlichen Meinung ist ein sehr wichtiger Bestandteil seiner Arbeit für LBC, vornehmlich im politischen Bereich. Die Standpunkte, die O’Brien dabei gegenüber der Politik der langjährigen Regierung der Conservative Party einnimmt, sind oftmals sehr kritisch, so verwendet er regelmäßig Zeit darauf, sie für negative Zustände im Vereinigten Königreich nach ihrer zwölfjährigen Regierungsperiode verantwortlich zu machen. In diesem Zuge ist er ein ausgesprochener Kritiker des früheren britischen Premierministers Boris Johnson und des Brexits, dem wohl wichtigsten Teil der politischen Agenda der Tories in den letzten Jahren. O’Brien war Teil der Anti-Brexit-Bewegung im Vorlauf des entsprechenden Referendums im Jahr 2016.
Wenngleich ein unnachgiebiger Kritiker der konservativen Partei sowie ihrer prominentesten Vertreter (neben Boris Johnson auch Rishi Sunak und Liz Truss), ist James O’Brien ebenso ein Gegner der Labour Party, wird aber von liberalen Medien unterstützt. Er betrachtet sich selbst als nicht politisch affiliiert, bezeichnet sich aber selbst als liberal bzw. zentristisch und diskutiert regelmäßig mit Anrufern seiner Radioshow über seine Positionen.